# Borzicactus sextonianus
Borzicactus sextonianus ist eine Pflanzenart in der Gattung Borzicactus aus der Familie der Kakteengewächse (Cactaceae).

## Beschreibung
Borzicactus sextonianus wächst strauchig mit meist niederliegenden, unterirdischen Trieben und erreicht bei Durchmessern von 3 Zentimetern Längen von bis 1,5 Metern. Es sind etwa 13 Rippen vorhanden. Die kleinen Areolen stehen eng beieinander. Die dünnen, ausstrahlenden Dornen sind rosafarben bis gelb bis braun und sind nur schwer in Mittel- und Randdornen zu unterscheiden. Die 1 bis 3 Mitteldornen sind bis 3 Zentimeter, die 8 bis 30 Randdornen bis 5 Millimeter lang.
Die stark schiefsaumigen, roten Blüten sind 5 bis 6 Zentimeter (selten bis 8 Zentimeter) lang. Ihr Perikarpell und die Blütenröhre sind locker braun bewollt. Die mehr oder weniger kugelförmigen, grünen Früchte erreichen Durchmesser von 1,5 bis 2 Zentimetern.

## Verbreitung, Systematik und Gefährdung
Borzicactus sextonianus ist in den peruanischen Regionen Ica, Ayacucho und Arequipa in Höhenlagen von 200 bis 1500 Metern verbreitet.
Die Erstbeschreibung als Erdisia sextoniana erfolgte 1936 durch Curt Backeberg. Myron William Kimnach stellte die Art 1960 in die Gattung Borzicactus. Weitere nomenklatorische Synonyme sind Loxanthocereus sextonianus Backeb.(1931), Cereus sextonianus Backeb. (1933), Cleistocactus sextonianus (Backeb.) D.R.Hunt (2003), Echinopsis sextoniana (Backeb.) Mayta (2015).
In der Roten Liste gefährdeter Arten der IUCN wird die Art als „Data Deficient (DD)“, d. h. mit keinen ausreichenden Daten geführt.

## Nachweise